# Peszéradacs
Peszéradacs Pest-Pilis-Solt-Kiskun vármegyei eszmei község 1872-ben jött létre jött létre addig Gyónhoz tartozó Adacs és Peszér pusztákból. 1949-ben különvált két településre Kunadacs és Kunpeszér néven. A település központja Kunpeszéren volt.

## Természetvédelem
- A Peszéradacsi rétek természetvédelmi terület a Kiskunsági Nemzeti Park egyik védett területe.